# Maison Millepertuis
La maison Millepertuis est une maison située à Fontenay-le-Comte, en France.

## Localisation
La maison est située à Fontenay-le-Comte, dans le département français de la Vendée.

## Description

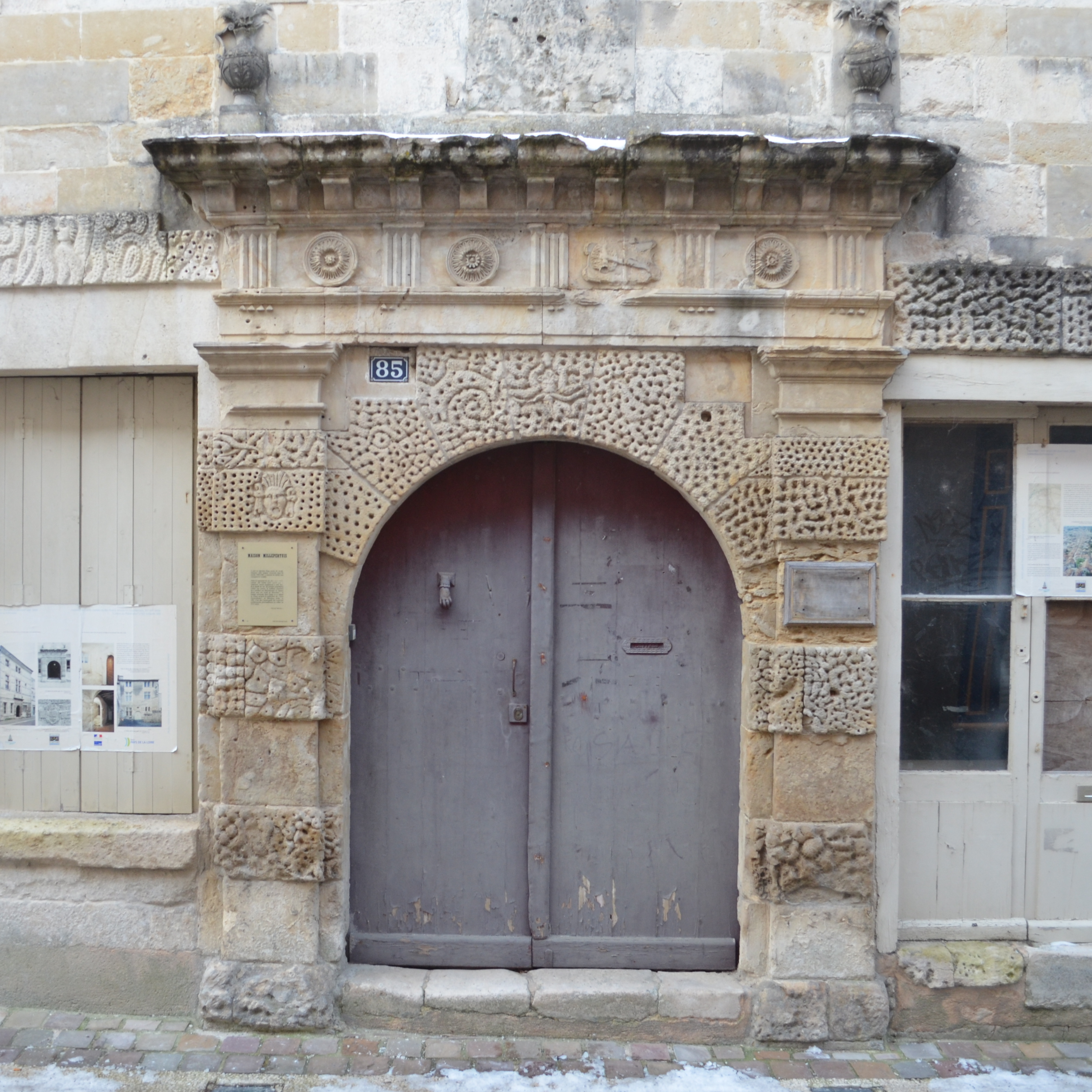
Porte principale

L'édifice est construit en pierre de taille, en calcaire, en moellon et en enduit. Pour les matériaux de la couverture, le toit est en tuile creuse.

## Historique
L'édifice fut construit durant le 4e quart du XVIème siècle et semble être très influencé par les modèles de l'architecte italien Serlio. Elle fut nommée "maison du Roi" ou "maison Henri IV". En effet, le roi Henri IV, aurait logé pendant le siège de Fontenay en 1587. Il la nommera "Maison du Millepertuis" en rapport avec la forme de ses ornements. Durant l'Ancien Régime, l'édifice ressortait du fief de Pasty.
La façade et la toiture de la maison sont classées au titre des monuments historiques en 1947 ; La cage d'escalier et le corridor, ainsi que deux cheminées sont, quant à eux, inscrits au titre des monuments historiques en 1999.